# Ronald Fuentes
Ronald Hugo Fuentes Núñez (né le 22 juin 1969 à Santiago au Chili) est un joueur de football international chilien, qui évoluait au poste de défenseur, avant de devenir entraîneur.

## Biographie

### Carrière de joueur

#### Carrière en sélection
Avec l'équipe du Chili, il dispute 50 matchs (pour un but inscrit) entre 1991 et 2000. Il figure notamment dans le groupe des sélectionnés lors des Copa América de 1991 et de 1995.
Il participe également à la coupe du monde de 1998. Lors du mondial il est titulaire indiscutable et joue 4 matchs, notamment le huitième de finale perdu contre le Brésil.